# Ngeroi-Inseln
Die Ngeroi-Inseln sind eine kleine Inselgruppe der westpazifischen Inselrepublik Palau. Sie liegen im Süden der Chelbacheb-Inseln (Rock Islands) etwa 5 Kilometer nordwestlich der Insel Peleliu.
Die Gruppe besteht aus fünf kleinen bewaldeten Inseln, deren mit Abstand größte Ngercheu (Carp Island) ist. Von den dort wohnenden Bediensteten des Carp Island Resorts abgesehen, ist keine der Inseln permanent bewohnt.